# Reform (islandsk parti)
 For alternative betydninger, se Reform (flertydig). (Se også artikler, som begynder med Reform)
Reform (islandsk: Viðreisn) er et liberalt politisk parti i Island, der blev stiftet den 24. maj 2016, fem måneder før Altingsvalget 2016, hvor partiet fik syv mandater.

## Historie
Partiet udsprang fra Selvstændighedspartiets EU-venlige venstrefløj omkring tidligere statsminister Þorsteinn Pálsson. Da Selvstændighedspartiet brød et valgløfte om at holde en folkeafstemning om islandsk EU-medlemskab, besluttede de i 2014 at forlade partiet og etablerede Reform som et politisk netværk, der i 2016 blev omdannet til et egentlig parti.
Netværkets grundlægger Benedikt Jóhannesson blev partiformand og indgik efter valget i 2016 i en borgerlig trepartiregering med Selvstændighedspartiet og det andet liberale midterparti Lys Fremtid, som han havde indgået en tæt alliance med.
Regeringen sprak i september 2017 pga. afsløringer af, at fremtrædende medlemmer af Selvstændighedspartiet (herunder statsministerens far) havde underskrevet vidnesbyrd til støtte for æresoprejsning af personer dømt for seksuelt misbrug af børn, og at statsministeren havde undladt at oplyse sine koalitionspartnere om dette.
Reform klarede sig dårligt i valgkampen og måtte to uger før valget udskifte deres formand Benedikt Jóhannesson med Selvstændighedspartiets tidligere næstformand Þorgerður Katrín Gunnarsdóttir for at klare spærregrænsen, hvilket lykkedes, men partiet mistede tre af deres syv mandater.

## Politik
Reform er tilhængere af islandsk EU-medlemskab og indførelse af Euroen, frihandel, forfatningsreform, en grøn miljøpolitik og en liberal indvandrerpolitik med let adgang for udenlandsk arbejdskraft til det islandsk arbejdsmarked.

## Navnet
Partiets islandske navn Viðreisn betyder genrejsning eller genoprettelse. Viðreisnarstjornin ("genrejsningsregeringen") var navnet på den koalition mellem Selvstændighedspartiet og det islandske socialdemokrati, der styrede landet 1959-71, en periode præget af stor økonomisk vækst og væsentlige samfundsreformer. Det refererer dermed tilbage til en pragmatisk, midterorienteret og kompromisvenlig tradition indenfor Selvstændighedspartiet, som partistifterne anså partiet havde forladt.

## Valgresultater
| Valg | Stemmer | %    | Mandater | +/– | Position | Regering   |
| ---- | ------- | ---- | -------- | --- | -------- | ---------- |
| 2016 | 19.870  | 10,5 | 7 / 63   | 7   | 5. plads | Regering   |
| 2017 | 13.122  | 6,5  | 4 / 63   | 3   | 8. plads | Opposition |
| 2021 | 16.628  | 8,3  | 5 / 63   | 1   | 7. plads | Opposition |

## Partiformænd
- Benedikt Jóhannesson (2016-2017)
- Þorgerður Katrín Gunnarsdóttir (2017-)